# Gillis Hammar
Lars Gillis Henrik Hammar, född 14 april 1887 i Vickleby på Öland, död 27 oktober 1981, var en svensk rektor, folkbildare och politiker. 
Gillis Hammar var son till maskinisten Henrik Hammar (1856-1926) och Kerstin Medelius. Han gifte sig 1919 med fil.mag. Elisabeth Albihn, dotter till läroverksadjunkt Per Albihn och Marie-Louise Lindholm. Brorson till industrimannen Hugo Hammar. Denna gren av släkten Hammar kallas Smålandsgrenen.
Gillis Hammar blev fil.kand. och 1915 var året därefter verksam som lärare vid Birkagårdens folkhögskola. 1930 utsågs han till rektor där, vilket han förblev till 1952. 1945-1949 var han ordförande i Svenska folkhögskolans lärarförening.
Han var även verksam som författare, och utgav Demokratins bildningsproblem (1937), och Svenska bildningsvägar (1947).
Vid bildandet av Radikala landsföreningen 1944 blev Gillis Hammar (som tidigare varit socialdemokrat) dess förste ordförande; han motiverade sitt val i skriften  Varför önskar jag ett nytt demokratiskt parti? (1944). Under andra världskriget verkade han för flyktingars förbättrade ställning i Sverige. Han var ett välkänt namn i judiska kretsar i Stockholm, då han även tog emot många judiska flyktingar vid Birkagårdens folkhögskola. 1996 utgav Arbetarnas bildningsförbund Folkbildaren Gillis Hammar : ett urval, en samling artiklar från olika tidskrifter.